# Nausis (Spangenberg)
Nausis ist ein Stadtteil der Stadt Spangenberg im nordhessischen Schwalm-Eder-Kreis und liegt am Fluss Lande im Landetal. Der Stadtteil liegt im Südosten Spangenbergs und grenzt an den Landkreis Hersfeld-Rotenburg. Die nächsten Orte Herlefeld und Landefeld gehören ebenfalls zur Stadt Spangenberg. Nausis ist über die Bundesstraße 487 zu erreichen.

## Geschichte
Die älteste bekannte Erwähnung von Nausis erfolgte im Jahre 1235 unter dem Namen „Niuseze“ in einer Urkunde des Klosters Haydau.
Zum 31. Dezember 1971 wurde die bis dahin selbständige Gemeinde Nausis im Zuge der Gebietsreform in Hessen auf freiwilliger Basis in die der Stadt Spangenberg eingemeindet. Für Nausis wurde ein Ortsbezirk mit Ortsbeirat und Ortsvorsteher nach der Hessischen Gemeindeordnung gebildet.

## Bevölkerung
Einwohnerstruktur 2011
Nach den Erhebungen des Zensus 2011 lebten am Stichtag, dem 9. Mai 2011, in Nausis 138 Einwohner. Darunter waren keine Ausländer.
Nach dem Lebensalter waren 24 Einwohner unter 18 Jahren, 45 zwischen 18 und 49, 33 zwischen 36 und 64 und 87 Einwohner waren älter. Die Einwohner lebten in 60 Haushalten. Davon waren 15 Singlehaushalte, 21 Paare ohne Kinder und 18 Paare mit Kindern, sowie 6 Alleinerziehende und keine Wohngemeinschaften. In 15 Haushalten lebten ausschließlich Senioren und in 33 Haushaltungen lebten keine Senioren.
Einwohnerentwicklung
| Quelle: Historisches Ortslexikon |                  |
| • 1540:                          | 9 Häuser         |
| • 1585:                          | 14 Haushaltungen |
| • 1747:                          | 34 Haushaltungen |

| Nausis: Einwohnerzahlen von 1834 bis 2019 | Nausis: Einwohnerzahlen von 1834 bis 2019 | Nausis: Einwohnerzahlen von 1834 bis 2019 | Nausis: Einwohnerzahlen von 1834 bis 2019 | Nausis: Einwohnerzahlen von 1834 bis 2019 |
| --- | ----------------------------------------- | ----------------------------------------- | ----------------------------------------- | ----------------------------------------- |
| Jahr |                                           |                                           |                                           | Einwohner                                 |
| 1834 | 1834                                      |                                           | 259                                       | 259                                       |
| 1840 | 1840                                      |                                           | 264                                       | 264                                       |
| 1846 | 1846                                      |                                           | 300                                       | 300                                       |
| 1852 | 1852                                      |                                           | 263                                       | 263                                       |
| 1858 | 1858                                      |                                           | 254                                       | 254                                       |
| 1864 | 1864                                      |                                           | 238                                       | 238                                       |
| 1871 | 1871                                      |                                           | 212                                       | 212                                       |
| 1875 | 1875                                      |                                           | 230                                       | 230                                       |
| 1885 | 1885                                      |                                           | 194                                       | 194                                       |
| 1895 | 1895                                      |                                           | 157                                       | 157                                       |
| 1905 | 1905                                      |                                           | 185                                       | 185                                       |
| 1910 | 1910                                      |                                           | 193                                       | 193                                       |
| 1925 | 1925                                      |                                           | 208                                       | 208                                       |
| 1939 | 1939                                      |                                           | 202                                       | 202                                       |
| 1946 | 1946                                      |                                           | 316                                       | 316                                       |
| 1950 | 1950                                      |                                           | 296                                       | 296                                       |
| 1956 | 1956                                      |                                           | 218                                       | 218                                       |
| 1961 | 1961                                      |                                           | 199                                       | 199                                       |
| 1967 | 1967                                      |                                           | 193                                       | 193                                       |
| 1980 | 1980                                      |                                           | ?                                         | ?                                         |
| 1990 | 1990                                      |                                           | ?                                         | ?                                         |
| 2000 | 2000                                      |                                           | ?                                         | ?                                         |
| 2011 | 2011                                      |                                           | 138                                       | 138                                       |
| 2019 | 2019                                      |                                           | 139                                       | 139                                       |
| Datenquelle: Historisches Gemeindeverzeichnis für Hessen: Die Bevölkerung der Gemeinden 1834 bis 1967. Wiesbaden: Hessisches Statistisches Landesamt, 1968. Weitere Quellen: LAGIS; Stadt Spangenberg:; Zensus 2011 |                                           |                                           |                                           |                                           |

Historische Religionszugehörigkeit
| • 1885: | 193 evangelische (= 99,48 %), ein katholischer (= 0,52 %) Einwohner |
| • 1961: | 196 evangelische (= 98,49 %), 3 katholische (= 1,51 %) Einwohner    |

## Politik
Für Nausis besteht ein Ortsbezirk (Gebiete der ehemaligen Gemeinde Nausis) mit Ortsbeirat und Ortsvorsteher nach der Hessischen Gemeindeordnung.
Der Ortsbeirat besteht aus fünf Mitgliedern. Bei den Kommunalwahlen in Hessen 2021 betrug die Wahlbeteiligung zum Ortsbeirat 66,38 %. Alle Kandidaten gehörten der „Unabhängigen Liste“ an. Der Ortsbeirat wählte Reiner Kehl zum Ortsvorsteher.

## Kultur
Nausis wurde in der Hessenschau des Hessischen Rundfunks im Rahmen des Wettbewerbs Dolles Dorf am 23. September 2006 und am 9. Mai 2007 vorgestellt.
Spitzname der Nausiser ist „Hagebutten“. Auch hier in Nausis rührt der Name wohl von der guten Bodenqualität und der geografischen Lage; diese Faktoren ließen die Hagebutten an den Nausiser Hängen üppig wachsen.
2017 belegte Nausis den dritten Platz im Regionalentscheid des Schwalm-Eder-Kreises beim Wettbewerb „Unser Dorf hat Zukunft“.

## Infrastruktur
Die einst im Ort vorhandene Schule wurde vor dem Jahr 1977 geschlossen. Ladengeschäfte sind nicht mehr vorhanden.
Zur Verbesserung der dereinst problematischen Trinkwassersituation des landwirtschaftlich geprägten Ortes wurde bereits vor der Eingemeindung nach Spangenberg mit den Nachbarorten im Landetal zusammengearbeitet.
Die Nachbarorte haben zusammen den Verein „Kulturlandschaft Landetal“ ins Leben gerufen, um die wirtschaftliche Entwicklung zu fördern. Dadurch konnte bereits ein Netz von Rundwanderwegen zwischen diesen Ortsteilen von Spangenberg ausgewiesen werden. 